# Deskera

логотип компанії до середини 2015

Дескера (англ. Deskera) — приватна компанія, що базується в Сингапурі та є провайдером в області хмарного бізнес-інтегрованого програмного забезпечення. Зокрема, основні напрями послуг програмного забезпечення компанії: планування ресурсів підприємства (ERP), управління відносинами з клієнтами (CRM), менеджмент продукту (PM) та управління персоналом (HRM).

## Огляд
Компанія була заснована в 2008 році Шашанком Діксітом. В кінці грудня 2015 року компанія подала попередні документи для лістингу на Сінгапурській біржі.
У травні 2016 року була запущена програма розвитку навичок за технологією Cloud ERP для індійських малих та середніх підприємств і студентів з навчальних закладів.

## Визнання
Лідер на ринку Південно-Східної Азії в сфері інтегрованих бізнес-додатків.